# HSG VfR/Eintracht Wiesbaden
Die HSG VfR/Eintracht Wiesbaden ist ein Handballverein, dessen erste Herrenmannschaft in der Landesliga spielt. Der Verein setzt sich zusammen aus den Handballabteilungen des VfR Wiesbaden und dem TuS Eintracht Wiesbaden. Die Spielgemeinschaft besteht seit 2002.

## Team
Trainer der ersten Herrenmannschaft ist Alexander Müller. Sein Assistent ist Co-Trainer Kai Lendle, Betreuer (seit den 1980er Jahren) Herbert Seel und Osteopath Nicolas Baum kümmern sich um das Wohl der Spieler.

## Geschichte
In der Saison 2010/11 schaffte es die Mannschaft, ohne einen Verlustpunkt, aus der Bezirks-Oberliga Wiesbaden in die Landesliga-Mitte Hessen aufzusteigen. Im gleichen Jahr gewann man den Bezirkspokal Wiesbaden und sicherte sich mit einem Sieg gegen Vfl Goldstein die Teilnahme an der 1. Runde des DHB-Pokals. In der Saison 2011/2012 schaffte man den erneuten Wiederaufstieg in die Oberliga Hessen, der vierthöchsten Spielklasse Deutschlands. In der Saison 2013/2014 gelang dem Verein nach nur zwei Spielzeiten in der Oberliga der Aufstieg in die 3. Handball-Bundesliga, die leider nur eine Saison gehalten werden konnte. Gleichzeitig stieg die 2. Herrenmannschaft in die Landesliga-Mitte-Hessen auf. In der Saison 2016/17 musste die 1. Herrenmannschaft einen enormen Aderlass an Spielern aus den unterschiedlichsten Gründen hinnehmen. Nachdem man in der Saison 2017/18 die Oberliga noch halten konnte, stieg man 18/19 knapp und unglücklich in die Landesliga-Mitte ab.

## Andere Mannschaften
Außer der ersten Herrenmannschaft gibt es noch eine zweite und dritte Herrenmannschaft, HSG VfR/Eintracht Wiesbaden II (Landesliga-Mitte-Hessen) und HSG VfR/Eintracht Wiesbaden III (Bezirksliga B). Zudem gibt es noch eine erste Frauenmannschaft (Landesliga-Mitte-Hessen), sowie zahlreiche Jugendmannschaften in allen Altersklassen. Die männliche C-Jugend (Jahrgang 1995) wurde in der Saison 2009/2010 Hessen- sowie Südwestdeutscher Meister.
Die A-Jugend der HSG spielt in der Spielzeit 2016/2017 im 4. Jahr in Folge in der Jugend-Handball-Bundesliga.